# Tapira (ort)
Tapira är en ort i Brasilien.   Den ligger i kommunen Tapira och delstaten Minas Gerais, i den sydöstra delen av landet, 500 km söder om huvudstaden Brasília. Tapira ligger 1 091 meter över havet och antalet invånare är 4 102.
Terrängen runt Tapira är varierad. Tapira ligger nere i en dal. Runt Tapira är det mycket glesbefolkat, med 2 invånare per kvadratkilometer..
I omgivningarna runt Tapira växer huvudsakligen savannskog.